# Studia i Materiały z Dziejów Śląska
Studia i Materiały z Dziejów Śląska – wydawnictwo ciągłe ukazujące się nieregularnie w latach 1957–1958 (1973) we Wrocławiu, a w latach 1960 (1983)–2005 w Katowicach. Organ naukowy Zakładu Historii Śląska Instytutu Historii Polskiej Akademii Nauk (1957–1958), Śląskiego Instytutu Naukowego (1960–1991) oraz Instytutu Górnośląskiego (1996–2005). Publikowało artykuły naukowe, recenzje, materiały dotyczące historii Śląska. Pierwszym redaktorem naczelnym był Kazimierz Popiołek. 

## Instytucje sprawcze i wydawcy
- tom I–II (1957–1958): Zakład Historii Śląska Instytutu Historii Polskiej Akademii Nauk we Wrocławiu (formalny wydawca: Zakład Narodowy im. Ossolińskich Wydawnictwo Polskiej Akademii Nauk),

- tom III–20 (1960–1991): Śląski Instytut Naukowy w Katowicach (t. III–X, 1960–1973, formalny wydawca: Zakład Narodowy im. Ossolińskich Wydawnictwo Polskiej Akademii Nauk; t. XI–XII, 1971–1973, formalny wydawca: Zakład Narodowy im. Ossolińskich Wydawnictwo; od t. 13, 1983, wydawca: Śląski Instytut Naukowy),

- tom 21–26 (1996–2005): Instytut Górnośląski w Katowicach (instytucja sprawcza i wydawca).